# Отношения Анголы и ДР Конго
Отношения Анголы и Демократической Республики Конго — двусторонние дипломатические отношения между Анголой и Демократической Республикой Конго. Протяжённость государственной границы между странами составляет 2646 км.

## История
Ангола была активно вовлечена в конголезскую политику, приняв участие в Первой конголезской войне (1996—1997) и выступив за отстранение президента Мобуту Сесе Секо от власти. Затем Ангола вмешалась во время Второй конголезской войны в 1998 году на стороне новой администрации под руководством президента Лорана-Дезире Кабилы. После окончания конфликта правительство Анголы оставалось союзником президента Жозефа Кабилы и поддерживало его в военном отношении. Однако, акцент Анголы на стабильность в ДР Конго по сравнению с попытками Жозефа Кабилы остаться у власти и переносом выборов после окончания его президентского срока в декабре 2016 года, что привело к массовым протестам, привело к охлаждению отношений между двумя странами.
С 2003 года Ангола регулярно проводит массовые высылки конголезских мигрантов с неурегулированным статусом. В 2012 году «Human Rights Watch» сообщила о «унижающем достоинство и бесчеловечном обращении», включая сексуальное насилие, с конголезскими мигрантами во время санкционированной государством высылки. Эти утверждения касались изгнания конголезцев из ангольских провинций Кабинда и Северная Лунда в провинции ДР Конго — Центральное Конго и Западное Касаи.
Около, 30 000 конголезских беженцев, спасающихся от насилия в провинции Лулуа из-за восстания Камвина Нсапу, начавшегося в августе 2016 года, проникли на территорию Анголы. К концу 2017 года несколько тысяч человек вернулись в ДР Конго. В октябре 2018 года около 300 000 конголезцев бежали из Анголы, многие из них из-за проявления насилия в шахтёрском городке Лукапа. Министр иностранных дел ДР Конго Леонар Ше Окитунду вызвал посла Анголы по поводу высылки, потребовав «всестороннего расследования, чтобы установить, кто несёт ответственность за эти противоправные действия».

## Дипломатические представительства
- Ангола имеет посольство в Киншасе[7].
- У Демократической Республики Конго имеется посольство в Луанде[8].